# Thomas Buus Nielsen
Thomas Buus Nielsen (* 17. August 1976) ist ein ehemaliger dänischer Fußballspieler.

## Karriere

### Verein
Buus Nielsen begann seine Karriere beim Aalborg BK. Im Oktober 1995 debütierte er für die Profis von Aalborg in der Superliga. Für Aalborg kam er insgesamt zu zwei Einsätzen, ehe er den Verein nach der Saison 1996/97 verließ. Zur Saison 2000/01 wechselte er zum FC Midtjylland, für den er eine Partie in der höchsten dänischen Spielklasse machte. Im Januar 2001 wechselte er nach Österreich zum Bundesligisten Schwarz-Weiß Bregenz. In Bregenz konnte er sich aber nicht durchsetzen und kam nur dreimal in der Bundesliga zum Einsatz.
Nach einem halben Jahr in Österreich kehrte Buus Nieseln zur Saison 2001/02 wieder nach Dänemark zurück und schloss sich dem FC Nordjylland an. In weiterer Folge spielte er noch für Frederikshavn fI, Jetsmark IF, Blokhus FC und Aalborg Chang, ehe er 2010 seine Karriere beendete.

### Nationalmannschaft
Buus Nielsen spielte zwischen 1992 und 1994 insgesamt 14 Mal für dänische Jugendnationalteams.